# Старчевиће
Старчевиће је насеље у Србији у општини Тутин у Рашком округу. Село је на обронцима брда Килавца, док се данас све више спушта ка Ибру, односно језеру Газиводе. Селу припада и заселак Пероше који ја за разлику од Старчевића настањен правосланим српским становништвом. Заселак се налази поред Ибра. Према попису из 2022. било је 101 становника.

## Демографија
У насељу Старчевиће живи 128 пунолетних становника, а просечна старост становништва износи 32,9 година (34,1 код мушкараца и 31,7 код жена). У насељу има 37 домаћинстава, а просечан број чланова по домаћинству је 5,24.
Ово насеље је великим делом насељено Бошњацима (према попису из 2002. године), а у последња три пописа, примећен је пад у броју становника.
|  |

| Демографија | Демографија | Демографија |
| Година      | Становника  | Становника  |
| ----------- | ----------- | ----------- |
| 1948.       | 278         |             |
| 1953.       | 319         |             |
| 1961.       | 505         |             |
| 1971.       | 345         |             |
| 1981.       | 315         |             |
| 1991.       | 269         | 266         |
| 2002.       | 194         | 225         |

| Етнички састав према попису из 2002.‍ | Етнички састав према попису из 2002.‍ | Етнички састав према попису из 2002.‍ | Етнички састав према попису из 2002.‍ | Етнички састав према попису из 2002.‍ |
| ------------------------------------ | ------------------------------------ | ------------------------------------ | ------------------------------------ | ------------------------------------ |
|                                      |                                      |                                      |                                      |                                      |
| Бошњаци                              | Бошњаци                              |                                      | 178                                  | 91,75%                               |
| Срби                                 | Срби                                 |                                      | 11                                   | 5,67%                                |
| Муслимани                            | Муслимани                            |                                      | 5                                    | 2,57%                                |
| непознато                            | непознато                            |                                      | 0                                    | 0,0%                                 |

| Година пописа     | 1948. | 1953. | 1961. | 1971. | 1981. | 1991. | 2002. |
| ----------------- | ----- | ----- | ----- | ----- | ----- | ----- | ----- |
| Број домаћинстава | 45    | 47    | 73    | 54    | 55    | 47    | 37    |

| Број чланова      | 1 | 2 | 3 | 4 | 5 | 6 | 7 | 8 | 9 | 10 и више | Просек |
| ----------------- | - | - | - | - | - | - | - | - | - | --------- | ------ |
| Број домаћинстава | 4 | 5 | 3 | 2 | 5 | 5 | 5 | 3 | 3 | 2         | 5,24   |

| Пол    | Укупно | Неожењен/Неудата | Ожењен/Удата | Удовац/Удовица | Разведен/Разведена | Непознато |
| ------ | ------ | ---------------- | ------------ | -------------- | ------------------ | --------- |
| Мушки  | 71     | 29               | 39           | 2              | 1                  | 0         |
| Женски | 70     | 21               | 40           | 8              | 1                  | 0         |
| УКУПНО | 141    | 50               | 79           | 10             | 2                  | 0         |

| Пол    | Укупно                    | Пољопривреда, лов и шумарство | Рибарство                            | Вађење руде и камена | Прерађивачка индустрија       |
| ------ | ------------------------- | ----------------------------- | ------------------------------------ | -------------------- | ----------------------------- |
| Мушки  | 24                        | 21                            | 0                                    | 0                    | 0                             |
| Женски | 25                        | 25                            | 0                                    | 0                    | 0                             |
| УКУПНО | 49                        | 46                            | 0                                    | 0                    | 0                             |
| Пол    | Производња и снабдевање   | Грађевинарство                | Трговина                             | Хотели и ресторани   | Саобраћај, складиштење и везе |
| Мушки  | 0                         | 0                             | 0                                    | 0                    | 0                             |
| Женски | 0                         | 0                             | 0                                    | 0                    | 0                             |
| УКУПНО | 0                         | 0                             | 0                                    | 0                    | 0                             |
| Пол    | Финансијско посредовање   | Некретнине                    | Државна управа и одбрана             | Образовање           | Здравствени и социјални рад   |
| Мушки  | 0                         | 0                             | 1                                    | 2                    | 0                             |
| Женски | 0                         | 0                             | 0                                    | 0                    | 0                             |
| УКУПНО | 0                         | 0                             | 1                                    | 2                    | 0                             |
| Пол    | Остале услужне активности | Приватна домаћинства          | Екстериторијалне организације и тела | Непознато            | Непознато                     |
| Мушки  | 0                         | 0                             | 0                                    | 0                    | 0                             |
| Женски | 0                         | 0                             | 0                                    | 0                    | 0                             |
| УКУПНО | 0                         | 0                             | 0                                    | 0                    | 0                             |